# Spathopus montanus
Spathopus montanus är en stekelart som beskrevs av Lars Huggert 1976. Spathopus montanus ingår i släktet Spathopus och familjen puppglanssteklar.
Artens utbredningsområde är Sverige. Arten är reproducerande i Sverige. Inga underarter finns listade i Catalogue of Life.